# ماریا فلیکس
ماریا فلیکس (اسپانیایی: María Félix‎؛ ۸ آوریل ۱۹۱۴ – ۸ آوریل ۲۰۰۲) یک هنرپیشه اهل مکزیک بود. وی بین سال‌های ۱۹۴۲ تا ۱۹۷۱ میلادی فعالیت می‌کرد.
از فیلم‌ها یا مجموعه‌های تلویزیونی که وی در آن‌ها نقش داشته است می‌توان به مسالینا اشاره نمود.